# Лейла Форухар
Лейла Форухар (23 лютого 1959) — іранська акторка та співачка.

## Вибіркова фільмографія
- Віра (1967)
- Гість (1976)